# Список бывших и неоткрытых станций Лондонского метрополитена
За историю существования Лондонского метрополитена (работает с 1863 года) было немало случаев, когда много лет работавшие станции закрывались; большое количество случаев, когда создание новых станций планировалось, одобрялось, даже начинались работы, но в итоге они так никогда и не были открыты.
Некоторые станции были закрыты из-за нехватки пассажиров, что сделало их нерентабельными; некоторые стали ненужными после того, как линии были перенаправлены или построены новые; другие больше не обслуживаются метрополитеном, но остаются открытыми для поездов Национальной железной дороги. Многие станции планировались как часть новых линий или продолжение существующих, но позже были заброшены.
Некоторые здания закрытых станций всё ещё стоя́т, переоборудованные для других целей или заброшенные, а другие были снесены и их участки перепланированы. Ряд станций, хотя и всё ещё открыты, имеют закрытые платформы или секции (например, станция Чаринг-Кросс на Юбилейной линии). Интерьеры и платформы нескольких закрытых станций доступны для съёмок, например, на станции Олдвич.
Лондонский музей транспорта проводит экскурсии с гидом по нескольким заброшенным станциям, включая упоминавшуюся Олдвич и Даун-стрит, в рамках своей программы «Потаённый Лондон».
Лишь 45 % Лондонского метрополитена находится под землёй, поэтому нередки случаи, когда станции метро становились железнодорожными станциями.

## Закрытые и бывшие станции
Перечисленные станции когда-то обслуживались какой-либо линией Лондонского метрополитена или одной из компаний-предшественниц этой организации, но в настоящее время больше не обслуживаются.
| Станция                     | Линия (линии)          | Дата закрытия    | Тип закрытия                                        | Текущее состояние                                                                       | Подробности | Фото                                                                                            |
| --------------------------- | ---------------------- | ---------------- | --------------------------------------------------- | --------------------------------------------------------------------------------------- | --- | ----------------------------------------------------------------------------------------------- |
| Аксбридж                    | Метрополитен Пикадилли | 3 декабря 1938   | Станция перенесена                                  | Снесена                                                                                 | | Современная станция. Фото 2005 г.                                                               |
| Аксбридж-роуд               | Метрополитен           | 19 октября 1940  | Станция закрыта                                     | Снесена                                                                                 | Закрыта после бомбардировок нацистами; из-за малого количества пассажиров. |                                                                                                 |
| Блейк-Холл                  | Центральная            | 31 октября 1981  | Станция закрыта                                     | Остатки здания являются частным домом                                                   | Закрыта из-за малого количества пассажиров | Через четыре года после закрытия (фото 1985 г.)                                                 |
| Брилл                       | Метрополитен           | 30 ноября 1935   | Станция и направление закрыты                       | Снесена                                                                                 | Закрыта в связи с закрытием ж/д ветки Brill Tramway (малое количество пассажиров) |                                                                                                 |
| Бритиш-Мьюзеум              | Центральная            | 24 сентября 1933 | Станция и направление закрыты                       | Снесена                                                                                 | Закрыта в связи с открытием станции Холборн | Фото 2004 г.                                                                                    |
| Бромптон-роуд               | Пикадилли              | 29 июля 1934     | Станция закрыта                                     | Снесена, но не полностью                                                                | Закрыта из-за малого количества пассажиров и открытия нового входа на станцию Найтсбридж | Фото 2011 г.                                                                                    |
| Буши                        | Бейкерлоо              | 24 сентября 1982 | Переоборудована в ж/д станцию                       | Принадлежит и обслуживается Национальной железной дорогой (London Overground)           | | В 1982 г. станция метро стала ж/д станцией. Фото 1983 г.                                        |
| Верни-Джанкшен              | Метрополитен           | 4 июля 1936      | Станция и направление закрыты                       | Снесена                                                                                 | Сообщение с Эйлсбери было сокращено из-за низкого количества пассажиров. | Спустя примерно 30 лет после закрытия. Фото 1960-х                                              |
| Виндзор                     | Дистрикт               | 30 сентября 1885 | Линия сокращена                                     | Принадлежит и обслуживается Национальной железной дорогой                               | Закрыта из-за малого количества пассажиров | В 1885 г. станция метро стала ж/д станцией. Фото 2006 г.                                        |
| Вуд-лейн                    | Центральная            | 22 ноября 1947   | Станция перенесена                                  | Снесена (в 2003—2005 гг.)                                                               | Эта неуклюже устроенная станция была закрыта, когда её замена, Уайт-Сити, открылась немного севернее. Ныне на её месте выстроен ТЦ Westfield London, а под ним — депо White City. | Фото 2001 г.                                                                                    |
| Вуд-Сайдинг                 | Метрополитен           | 30 ноября 1935   | Станция и направление закрыты                       | Снесена                                                                                 | Закрыта в связи с закрытием ж/д ветки Brill Tramway (малое количество пассажиров) |                                                                                                 |
| Гранборо-роуд               | Метрополитен           | 4 июля 1936      | Станция и направление закрыты                       | Снесена                                                                                 | Закрыта из-за малого количества пассажиров | Руины станции. Фото 2015 г.                                                                     |
| Грейт-Миссенден             | Метрополитен           | 10 сентября 1961 | Линия сокращена                                     | Принадлежит и обслуживается Национальной железной дорогой (Chiltern Railways)           | Линия была сокращена, когда электрические локомотивы были заменены на поезда A60. | Фото 2018 г.                                                                                    |
| Даун-стрит                  | Пикадилли              | 21 мая 1932      | Станция закрыта                                     | Строения сохранились                                                                    | Закрыта из-за малого количества пассажиров, так как были перенесены входы на соседние станции Грин-парк и Гайд-парк-корнер | Фото 2016 г.                                                                                    |
| Дрейтон-Парк                | Северная               | 16 августа 1976  | Линия сокращена                                     | Принадлежит и обслуживается Национальной железной дорогой (Govia Thameslink Railway)    | | В 1976 г. станция метро стала ж/д станцией. Фото 2021 г.                                        |
| Йорк-роуд                   | Пикадилли              | 17 сентября 1932 | Станция закрыта                                     | Строения, включая платформы, сохранились                                                | Закрыта из-за малого количества пассажиров | Фото 2019 г.                                                                                    |
| Карпендерс-Парк             | Бейкерлоо              | 24 сентября 1982 | Переоборудована в ж/д станцию                       | Принадлежит и обслуживается Национальной железной дорогой (London Overground)           | | В 1982 г. станция метро стала ж/д станцией. Фото 2013 г.                                        |
| Кинг-Уильям-стрит           | Северная               | 24 февраля 1900  | Станция и направление закрыты                       | Снесена, но подземные платформы остались                                                | Первоначальная конечная станция железной дороги «Сити и Южный Лондон», которая была закрыта, когда линия была продлена на новой трассе до станции Бэнк; переоборудована для использования в качестве бомбоубежища во время Второй мировой войны. |                                                                                                 |
| Кингс-Кросс-Темзлинк        | Метрополитен           | 9 марта 1941     | Станция перенесена                                  | Строения сохранились                                                                    | Первоначальные платформы находились к востоку от нынешних; станция была перенесена, чтобы облегчить пересадку со станцией главной линии. | Рисунок 1862 г.                                                                                 |
| Куэйнтон-роуд               | Метрополитен           | 4 июля 1936      | Линия сокращена, станция передана ж/д компании LNER | Строения сохранились                                                                    | Сообщение с Эйлсбери было сокращено из-за низкого количества пассажиров. Станция временно открывалась в связи с войной между 1943 и 1948 годами. Окончательно работу станция прекратила в 1963 году; ныне там находится ж/д музей Buckinghamshire Railway Centre; иногда совершаются специальные поездки из Эйлсбери.                                                                 | Фото 2008 г.                                                                                    |
| Ли-он-Си                    | Дистрикт               | 30 сентября 1939 | Линия сокращена                                     | Принадлежит и обслуживается Национальной железной дорогой (c2c)                         | | Фото 2010 г.                                                                                    |
| Лордс                       | Метрополитен           | 19 ноября 1939   | Станция закрыта                                     | Снесена                                                                                 | Закрыта для увеличения пропускной способности линии Метрополитен после открытия вблизи станции Сент-Джонс-Вуд |                                                                                                 |
| Лэнгли                      | Дистрикт               | 30 сентября 1885 | Линия сокращена                                     | Принадлежит и обслуживается Национальной железной дорогой                               | Закрыта из-за малого количества пассажиров | Фото 2006 г.                                                                                    |
| Мальборо-роуд               | Метрополитен           | 19 ноября 1939   | Станция закрыта                                     | Строения сохранились                                                                    | Закрыта для увеличения пропускной способности линии Метрополитен после открытия вблизи станции Сент-Джонс-Вуд | Фото 2008 г.                                                                                    |
| Марк-лейн                   | Дистрикт Кольцевая     | 4 февраля 1967   | Станция перенесена                                  | Строения сохранились                                                                    | Закрыта, когда немного восточнее открылась станция Тауэр-Хилл, чтобы обеспечить лучшую развязку с основными линиями станции Фенчерч-стрит. | Фото 2007 г.                                                                                    |
| Норт-Уилд                   | Центральная            | 30 сентября 1994 | Станция и направление закрыты                       | Строения сохранились                                                                    | Закрыта из-за малого количества пассажиров. В 2004 г. открыта как часть исторической ж/д Эппинг-Онгар. | За четыре года до закрытия. Фото 1990 г.                                                        |
| Нортфилдс                   | Пикадилли              | 18 мая 1932      | Станция перенесена                                  | Строения сохранились                                                                    | Перенесена, чтобы обеспечить доступ в новое депо. | Современная станция. Фото 2018 г.                                                               |
| Нью-Кросс                   | Восточный Лондон       | 22 декабря 2007  | Линия сокращена                                     | Принадлежит и обслуживается Национальной железной дорогой (London Overground)           | | За два года до того, как станция метро стала ж/д станцией. Фото 2005 г.                         |
| Нью-Кросс-гейт              | Восточный Лондон       | 22 декабря 2007  | Линия сокращена                                     | Принадлежит и обслуживается Национальной железной дорогой (London Overground)           | | За две недели до того, как станция метро стала ж/д станцией. Фото 9 декабря 2007 г.             |
| Олдвич                      | Пикадилли              | 30 сентября 1994 | Станция и направление закрыты                       | Остатки зданий и целые платформы иногда используются для съёмок                         | Закрыта из-за малого количества пассажиров и высокой стоимости замены лифтов | Фото 2009 г.                                                                                    |
| Олдгейт-Ист                 | Дистрикт               | 30 октября 1938  | Станция перенесена                                  | Снесена                                                                                 | Станция закрылась, когда была открыта нынешняя станция на небольшом расстоянии к востоку, чтобы можно было перестроить развязку Олдгейт. | Фото ок. 1895 г.                                                                                |
| Онгар                       | Центральная            | 30 сентября 1994 | Станция и направление закрыты                       | Строения сохранились                                                                    | Закрыта из-за малого количества пассажиров. В 2004 г. открыта как часть исторической ж/д Эппинг-Онгар. | Фото 1980 г.                                                                                    |
| Остерли и Спринг-Гров       | Пикадилли              | 24 марта 1934    | Станция перенесена                                  | Здания сохранились, ныне в них работают магазины; частично сохранились платформы        | Закрыта, когда была открыта новая станция Остерли немного к юго-западу, чтобы обеспечить дополнительную пропускную способность. | Фото 2011 г.                                                                                    |
| Парк-Ройал и Туайфорд-Эбби  | Пикадилли              | 5 июля 1931      | Станция перенесена                                  | Снесена                                                                                 | Закрыта в связи с переносом, чтобы обеспечить более удобный доступ с Вестерн-авеню; нынешняя станция — Парк-Ройал. |                                                                                                 |
| Престон-роуд                | Метрополитен           | 2 января 1932    | Станция перенесена                                  | Снесена                                                                                 | Небольшая привокзальная станция была реконструирована и перенесена западнее, когда количество путей, проходящих через неё, было увеличено с двух до четырех. | Современная станция. Фото 2008 г.                                                               |
| Ротерхайт                   | Восточный Лондон       | 22 декабря 2007  | Линия сокращена, переоборудована в ж/д станцию      | Принадлежит и обслуживается Национальной железной дорогой (London Overground)           | | За год до того, как станция метро стала ж/д станцией. Фото 2006 г.                              |
| Саут-Кентиш-Таун            | Северная               | 5 июня 1924      | Станция закрыта                                     | Строения сохранились                                                                    | Закрыта из-за забастовки сотрудников электростанции Лотс-роуд, потом признана нерентабельной (малое количество пассажиров) и потому более никогда не открылась. | Фото 2020 г.                                                                                    |
| Саут-Хэрроу                 | Пикадилли              | 4 июля 1935      | Станция перенесена                                  | Строения сохранились                                                                    | Станция перенесена немного севернее | Современная станция. Фото 2005 г.                                                               |
| Саут-Эктон                  | Дистрикт               | 28 февраля 1959  | Станция и направление закрыты                       | Снесена, позднее на её месте выстроена ж/д станция.                                     | Закрыта из-за малого количества пассажиров и близости к станции Эктон-Таун | Современная ж/д станция. Фото 2008 г.                                                           |
| Саутенд-Сентрал             | Дистрикт               | 30 сентября 1939 | Линия сокращена                                     | Принадлежит и обслуживается Национальной железной дорогой (c2c)                         | | В 1939 г. станция метро стала ж/д станцией. Фото 2005 г.                                        |
| Саутхолл                    | Дистрикт               | 30 сентября 1885 | Линия сокращена                                     | Принадлежит и обслуживается Национальной железной дорогой                               | Закрыта из-за малого количества пассажиров. Была станцией метро 2,5 года, до этого (1839—1883) и после (1885 — н. в.) — ж/д станция. | Современная ж/д станция. Фото 2008 г.                                                           |
| Сент-Мэрис (Уайтчепел-роуд) | Дистрикт               | 30 апреля 1938   | Станция закрыта                                     | Разбомблена во время Второй мировой войны; снесена                                      | Закрыта, когда станция Олдгейт-Ист была перестроена ближе к своему нынешнему местоположению. Переоборудована для использования в качестве бомбоубежища в 1940 году, разбомблена нацистами. | Вскоре после закрытия. Фото 1938 г.                                                             |
| Сити-роуд                   | Северная               | 8 августа 1922   | Станция закрыта                                     | Снесена в 1960-х годах. Сохранились современная вентиляционная вышка и аварийный выход. | Закрыта из-за малого количества пассажиров | Фото 2004 г.                                                                                    |
| Слау                        | Дистрикт               | 30 сентября 1885 | Линия сокращена                                     | Принадлежит и обслуживается Национальной железной дорогой (Great Western Railway)       | Закрыта из-за малого количества пассажиров. Была станцией метро 2,5 года, до этого (1838—1883) и после (1885 — н. в.) — ж/д станция. | Станция (в то время — ж/д) — небольшое строение слева. Рисунок 1845 г.                          |
| Сток-Мандевилл              | Метрополитен           | 10 сентября 1961 | Линия сокращена                                     | Принадлежит и обслуживается Национальной железной дорогой (Chiltern Railways)           | Линия была сокращена, когда электрические локомотивы были заменены на поезда A60. | Современная ж/д станция. Фото 2005 г.                                                           |
| Суисс-Коттедж               | Метрополитен           | 17 августа 1940  | Станция закрыта                                     | Снесена                                                                                 | Закрыта на время войны, но после её окончания вновь не открылась. В 1939 году на другой линии лондонского метро открылась станция с таким же названием, она работает и поныне. |                                                                                                 |
| Суррей-Куэйс                | Восточный Лондон       | 22 декабря 2007  | Линия сокращена, переоборудована в ж/д станцию      | Принадлежит и обслуживается Национальной железной дорогой (London Overground)           | | Фото сделано в сентябре 2007 года, за три месяца до того, как станция метро стала ж/д станцией. |
| Тауэр-оф-Лондон             | Дистрикт Кольцевая     | 12 октября 1884  | Станция перенесена                                  | Снесена                                                                                 | Станция проработала всего два года, затем была перенесена. Ныне на этом месте стоит станция Тауэр-Хилл (работает с 1967 года). |                                                                                                 |
| Уайт-Сити                   | Хаммерсмит и Сити      | 24 октября 1959  | Станция закрыта                                     | Снесена                                                                                 | Закрыта после пожара. Не восстановлена, т. к. поблизости расположена станция Вуд-лейн, которая и приняла на себя дополнительный пассажиропоток. |                                                                                                 |
| Уинслоу-роуд                | Метрополитен           | 4 июля 1936      | Станция и направление закрыты                       | Снесена                                                                                 | Закрыта, когда из-за низкого пассажиропотока было сокращено сообщение Верни-Джанкшен с Эйлсбери. | Фото 1900-х гг.                                                                                 |
| Уоддесдон                   | Метрополитен           | 4 июля 1936      | Станция и направление закрыты                       | Снесена, сохранилась одна платформа и одна линия.                                       | Закрыта, когда из-за низкого пассажиропотока было сокращено сообщение Верни-Джанкшен с Эйлсбери. До 2021 года по сохранившейся линии ежедневно ходил грузовой поезд, перевозивший отходы из Лондона в Калверт, а также специальные поезда между Эйлсбери и Куэйнтон-роуд для проведения мероприятий в ж/д музее Buckinghamshire Railway Centre. Станция находится 68.4 км от Лондона. | Фото ок. 1910 г.                                                                                |
| Уоддесдон-роуд              | Метрополитен           | 30 ноября 1935   | Станция и направление закрыты                       | Снесена                                                                                 | Закрыта в связи с закрытием ж/д ветки Brill Tramway (малое количество пассажиров) |                                                                                                 |
| Уоппинг                     | Восточный Лондон       | 22 декабря 2007  | Линия сокращена, переоборудована в ж/д станцию      | Принадлежит и обслуживается Национальной железной дорогой (London Overground)           | | За год до того, как станция метро стала ж/д станцией. Фото 2006 г.                              |
| Уоттон                      | Метрополитен           | 30 ноября 1935   | Станция и направление закрыты                       | Снесена                                                                                 | Закрыта в связи с закрытием ж/д ветки Brill Tramway (малое количество пассажиров) |                                                                                                 |
| Уотфорд-Джанкшен            | Бейкерлоо              | 24 сентября 1982 | Линия сокращена, переоборудована в ж/д станцию      | Принадлежит и обслуживается Национальной железной дорогой (London Overground)           | | В 1982 г. станция метро стала ж/д станцией. Фото 2009 г.                                        |
| Уотфорд-Хай-стрит           | Бейкерлоо              | 24 сентября 1982 | Линия сокращена, переоборудована в ж/д станцию      | Принадлежит и обслуживается Национальной железной дорогой (London Overground)           | | В 1982 г. станция метро стала ж/д станцией. Фото 2009 г.                                        |
| Уэндовер                    | Метрополитен           | 10 сентября 1961 | Линия сокращена                                     | Принадлежит и обслуживается Национальной железной дорогой (Chiltern Railways)           | Линия была сокращена, когда электрические локомотивы были заменены на поезда A60. | В 1961 г. станция метро стала ж/д станцией. Фото 2018 г.                                        |
| Уэст-Дрейтон                | Дистрикт               | 30 сентября 1885 | Линия сокращена                                     | Принадлежит и обслуживается Национальной железной дорогой                               | Закрыта из-за малого количества пассажиров | В 1885 г. станция метро стала ж/д станцией. Фото 2007 г.                                        |
| Уэст-Илинг                  | Дистрикт               | 30 сентября 1885 | Линия сокращена                                     | Принадлежит и обслуживается Национальной железной дорогой                               | Закрыта из-за малого количества пассажиров | В 1885 г. станция метро стала ж/д станцией. Фото 2022 г.                                        |
| Уэстборн-парк               | Метрополитен           | 31 октября 1871  | Станция перенесена                                  | Снесена                                                                                 | Станция проработала пять лет, но потом была перенесена немного западнее. | Нынешняя станция. Фото 2019 г.                                                                  |
| Уэсткотт                    | Метрополитен           | 30 ноября 1935   | Станция и направление закрыты                       | Строения сохранились                                                                    | Закрыта в связи с закрытием ж/д ветки Brill Tramway (малое количество пассажиров) |                                                                                                 |
| Хаммерсмит (Гров-роуд)      | Метрополитен           | 31 декабря 1906  | Линия сокращена                                     | Снесена                                                                                 | Закрыта из-за малого количества пассажиров, была выкуплена компанией Лондонская и Юго-Западная железная дорога, но 6 мая 1916 года закрыта окончательно и позднее снесена. |                                                                                                 |
| Хануэлл                     | Дистрикт               | 30 сентября 1885 | Линия сокращена                                     | Принадлежит и обслуживается Национальной железной дорогой                               | Закрыта из-за малого количества пассажиров | В 1885 г. станция метро стала ж/д станцией. Фото 2008 г.                                        |
| Хатч-Энд                    | Бейкерлоо              | 24 сентября 1982 | Линия сокращена                                     | Принадлежит и обслуживается Национальной железной дорогой (London Overground)           | Закрыта из-за малого количества пассажиров | В 1982 г. станция метро стала ж/д станцией. Фото 2008 г.                                        |
| Хаунслоу-таун               | Дистрикт               | 1 мая 1909       | Станция и направление закрыты, станция перенесена   | Снесена                                                                                 | На ныне закрытой ветке Окружной железной дороги, отходящей от того, что сейчас является линией Пикадилли недалеко от станции Хаунслоу-Ист, станция была закрыта, когда открылся вокзал Хаунслоу-Ист. |                                                                                                 |
| Хедстон-лейн                | Бейкерлоо              | 24 сентября 1982 | Линия сокращена                                     | Принадлежит и обслуживается Национальной железной дорогой (London Overground)           | | В 1982 г. станция метро стала ж/д станцией. Фото 2008 г.                                        |
| Хейз                        | Дистрикт               | 30 сентября 1885 | Линия сокращена                                     | Принадлежит и обслуживается Национальной железной дорогой                               | Закрыта из-за малого количества пассажиров | Фото 2017 г.                                                                                    |
| Хиллингдон                  | Метрополитен Пикадилли | 5 декабря 1992   | Станция перенесена                                  | Снесена                                                                                 | Первоначальная станция находилась к востоку от нынешней и была закрыта, чтобы обеспечить расширение дороги А40. | Современная станция. Фото 2022 г.                                                               |
| Чаринг-Кросс                | Юбилейная              | 19 ноября 1999   | Открыта, но имеет закрытые платформы и секции       | Частично функционирует                                                                  | Две платформы функционируют, но изъяты из публичного доступа. Причина — продление Юбилейной линии до станции Стратфорд. | Фото 2017 г.                                                                                    |
| Шедуэлл                     | Восточный Лондон       | 22 декабря 2007  | Линия сокращена, переоборудована в ж/д станцию      | Принадлежит и обслуживается Национальной железной дорогой (London Overground)           | | Спустя три года после того как станция метро стала ж/д станцией. Фото 2010 г.                   |
| Шепердс-Буш                 | Хаммерсмит и Сити      | 31 марта 1914    | Станция перенесена                                  | Снесена                                                                                 | Станция перенесена севернее, её новое название — Шепердс-Буш-Маркет | Современная станция. Фото 2020 г.                                                               |
| Шордитч                     | Восточный Лондон       | 9 июня 2006      | Станция перенесена и выровнено направление          | Строения сохранились                                                                    | Закрыта, чтобы была возможность продлить линию Восточный Лондон на новой трассе по всему участку. Заменена ж/д станцией Шордитч-Хай-стрит. | Последний поезд метро на станции Шордитч, 9 июня 2006 г.                                        |
| Шубринесс                   | Дистрикт               | 30 сентября 1939 | Линия сокращена                                     | Принадлежит и обслуживается Национальной железной дорогой (c2c)                         | | В 1939 г. станция метро стала ж/д станцией. Фото 2012 г.                                        |
| Эйлсбери                    | Метрополитен           | 10 сентября 1961 | Линия сокращена до станции Амершем                  | Принадлежит и обслуживается Национальной железной дорогой (Chiltern Railways)           | Линия была сокращена, когда электрические локомотивы были заменены на поезда A60. | В 1961 г. станция метро стала ж/д станцией. Фото 1991 г.                                        |
| Эрлс-корт                   | Дистрикт               | 31 января 1878   | Станция перенесена                                  | Снесена                                                                                 | Через несколько лет после открытия станция была перенесена западнее. Нынешнее здание станции — памятник архитектуры. | Современная станция. Фото 2005 г.                                                               |
| Эссекс-роуд                 | Северная               | 16 августа 1976  | Линия сокращена                                     | Принадлежит и обслуживается Национальной железной дорогой                               | | Фото 2017 г.                                                                                    |

## Неоткрытые станции
Следующие станции когда-то были запланированы Лондонским метрополитеном или каким-либо его предшественником (независимая компания подземной железной дороги) и получили одобрение парламента. Последующие изменения планов или нехватка средств привели к тому, что строительство этих станций было отменено, и в большинстве случаев до начала каких-либо строительных работ.
| Станция             | Линия                                 | Запланирована | Отменена | Предложение                                         | Подробности |
| ------------------- | ------------------------------------- | ------------- | -------- | --------------------------------------------------- | --- |
| Александра-Палас    | Северная                              | 1935          | 1954     | Перенос железнодорожной станции и маршрута          | Заброшенная часть проекта Northern Heights. Станция была передана метрополитену ж/д компанией LNER (обслуживала её с 1873 г.) |
| Бектон              | Юбилейная                             | 1980          | 1989     | Новая станция на новом маршруте                     | |
| Брикстон            | Ж/д «Сити и Брикстон»                 | 1898          | 1902     | Новая станция на новом маршруте                     | Компании не удалось привлечь средства, а срок действия разрешений истек. |
| Брокли-Хилл         | Северная                              | 1936          | 1953     | Новая станция на новом маршруте                     | Заброшенная часть проекта Northern Heights; строительство было начато, но финансирование проекта было прекращено в декабре 1939 года из-за начала Второй мировой войны. После войны проект не возобновили, потому что Закон о городском и сельском планировании 1947 года создал «Зелёный пояс Лондона», ограничивающий дальнейшее расширение города. |
| Буши-Хит            | Северная                              | 1936          | 1949     | Новая станция на новом маршруте                     | Заброшенная часть проекта Northern Heights |
| Ватерлоо            | Пикадилли                             | 1965          | 1967     | Расширение существующей станции на новом маршруте   | |
| Вулидж-Арсенал      | Юбилейная                             | 1980          | 1989     | Расширение существующей станции на новом маршруте   | Планировалась как пересадочная станция, дополнение к уже существующим здесь одноимённым станциям ж/д и лёгкого метро. |
| Гауэр-стрит         | London Central Railway                | 1871          | 1874     | Новая станция на новом маршруте                     | Пересадочная станция, которая должна была соединяться с одноимённой станцией Metropolitan Railway (ныне Юстон-сквер). |
| Денем               | Центральная                           | 1937          | 1948     | Дополнение станции метро к существующей ж/д станции | Возведение станции было отложено из-за начавшейся Второй мировой войны. После войны проект не возобновили, потому что Закон о городском и сельском планировании 1947 года создал «Зелёный пояс Лондона», ограничивающий дальнейшее расширение города. С 1906 г. по н. в. на этом месте работает ж/д станция.                                          |
| Кастом-Хаус         | Юбилейная                             | 1980          | 1989     | Перенос железнодорожной станции и маршрута          | |
| Клеркенуэлл         | Metropolitan Railway                  | 1911          | 1932     | Новая станция на существующем маршруте              | |
| Коллингвуд          | Дистрикт                              | 1910          | 1922     | Новая станция на новом маршруте                     | Недостроенная станция на железной дороге «Уимблдон и Саттон» |
| Крауч-Энд           | Северная                              | 1935          | 1954     | Перенос железнодорожной станции и маршрута          | Заброшенная часть проекта Northern Heights. Станция была передана метрополитену ж/д компанией LNER (обслуживала её с 1867 г.) |
| Крэнли-Гарденс      | Северная                              | 1935          | 1954     | Перенос железнодорожной станции и маршрута          | Заброшенная часть проекта Northern Heights. Станция была передана метрополитену ж/д компанией LNER (обслуживала её с 1902 г.) |
| Кэннон-Хилл         | Дистрикт                              | 1910          | 1923     | Новая станция на новом маршруте                     | Недостроенная станция на железной дороге «Уимблдон и Саттон», замененная на станцию Уимблдон-Чейз, когда линия была построена. |
| Ладгейт-Серкус      | Флит                                  | 1971          | 1989     | Новая станция на новом маршруте                     | |
| Лотбери             | Great Northern & City Railway         | 1902          | 1914     | Новая станция на новом маршруте                     | Заменена альтернативным планом, который не нуждался в станции, но который также был отменен. |
| Луишем              | Флит                                  | 1972          | 1989     | Расширение существующей станции на новом маршруте   | С 1857 г. на этом месте работает ж/д станция; с 1987 г. — пересадка на Доклендское лёгкое метро. |
| Масуэлл-Хилл        | Северная                              | 1935          | 1954     | Перенос железнодорожной станции и маршрута          | Заброшенная часть проекта Northern Heights. Станция была передана метрополитену ж/д компанией LNER (обслуживала её с 1873 г.) |
| Мертон-Парк         | Дистрикт                              | 1910          | 1923     | Новая станция на новом маршруте                     | Работы были остановлены из-за начавшейся Первой мировой войны, и после её окончания возобновлены не были. С 1929 г. на этом месте работает ж/д станция Саут-Мертон. |
| Милл-Хилл (Те-Хейл) | Северная                              | 1935          | 1954     | Перенос железнодорожной станции и маршрута          | Заброшенная часть проекта Northern Heights. Станция была передана метрополитену ж/д компанией LNER (обслуживала её с 1906 г.) |
| Миллуолл            | Юбилейная                             | 1980          | 1989     | Новая станция на новом маршруте                     | |
| Мэншн-Хаус          | Дистрикт                              | 1897          | 1908     | Новая станция на новом маршруте                     | Конечная остановка отменённого скоростного маршрута глубокого заложения, проходящего под южной стороной Кольцевой линии от станции Глостер-роуд, должна была иметь развязку с подземной станцией Окружной железной дороги. Собственно станция Мэншн-Хаус работает с 1871 года.                                                                        |
| Норт-Гринвич        | Юбилейная                             | 1980          | 1989     | Новая станция на новом маршруте                     | В итоге строительство станции всё-таки началось в 1993 году, и в 1999 году она открылась. |
| Норт-Энд            | Северная                              | 1903          | 1906     | Новая станция на новом маршруте                     | Должна была стать самой глубокой станцией лондонского метро (67 м). Частично была построена (вырыты лифтовые шахты и начаты работы по возведению наземных сооружений), но затем отменили постройку жилого района, который станция должна была бы обслуживать, поэтому и её строительство было заброшено.                                              |
| Нью-Кросс           | Флит                                  | 1971          | 1989     | Расширение существующей станции на новом маршруте   | На этом месте с 1850 г. работает ж/д станция |
| Нью-Кросс-гейт      | Флит                                  | 1971          | 1989     | Расширение существующей станции на новом маршруте   | На этом месте с 1839 г. работает ж/д станция |
| Олдвич              | Флит                                  | 1971          | 1989     | Расширение существующей станции на новом маршруте   | Станция работала с 1907 по 1940 год и с 1946 по 1994 год |
| Падденсуик-роуд     | Центральная                           | 1913          | 1919     | Новая станция на новом маршруте                     | Отклонённое предложение о продлении до станции Ричмонд |
| Райлетт-роуд        | Центральная                           | 1913          | 1919     | Новая станция на новом маршруте                     | Отклонённое предложение о продлении до станции Ричмонд |
| Саттон              | Дистрикт                              | 1910          | 1923     | Дополнение к существующей станции                   | На этом месте с 1847 года работает одноимённая ж/д станция |
| Саттон-Коммон       | Дистрикт                              | 1910          | 1923     | Новая станция на новом маршруте                     | На этом месте с 1930 года работает одноимённая ж/д станция |
| Саут-Морден         | Дистрикт                              | 1910          | 1923     | Новая станция на новом маршруте                     | Недостроенная станция на железной дороге «Уимблдон и Саттон». Когда линия была построена, её заменили станциями Морден-Саут и Сент-Хелиер. |
| Сент-Кэтрин-Докс    | Юбилейная                             | 1980          | 1989     | Новая станция на новом маршруте                     | |
| Силвертаун          | Юбилейная                             | 1980          | 1989     | Перенос железнодорожной станции и маршрута          | С 1863 по 2006 г. на этом месте работала ж/д станция |
| Страуд-Грин         | Северная                              | 1935          | 1954     | Перенос железнодорожной станции и маршрута          | Заброшенная часть проекта Northern Heights. Станция была передана метрополитену ж/д компанией LNER (обслуживала её с 1881 по 1951 гг.) |
| Суррей-Докс         | Флит                                  | 1971          | 1989     | Расширение существующей станции на новом маршруте   | На этом месте работает ж/д станция Суррей-Куэйс (1869—1995, 1998—2007, 2010 — н. в.) |
| Суррей-Докс-Норт    | Юбилейная                             | 1980          | 1989     | Новая станция на новом маршруте                     | |
| Те-Гров             | Центральная                           | 1913          | 1919     | Новая станция на новом маршруте                     | Отклонённое предложение о продлении до станции Ричмонд |
| Тернем-Грин         | Центральная                           | 1913          | 1919     | Новая станция на новом маршруте                     | Отклонённое предложение о продлении до станции Ричмонд |
| Уоппинг             | Юбилейная                             | 1980          | 1989     | Расширение существующей станции на новом маршруте   | На этом месте с 1869 г. работает ж/д станция |
| Уотфорд-Сентрал     | Метрополитен                          | 1927 (1929)   | ?        | Новая станция на новом маршруте                     | |
| Фенчерч-стрит       | Флит                                  | 1971          | 1989     | Новая станция на новом маршруте                     | С 1841 г. по н. в. на этом месте работает ж/д станция |
| Финчли-роуд         | Metropolitan & St John's Wood Railway | 1864          | 1870     | Новая станция на новом маршруте                     | Продолжение линии от станции Суисс-Коттедж |
| Хаммерсмит          | Центральная                           | 1919          | 1920-е   | Новая станция на новом маршруте                     | Отклонённое предложение о продлении до станции Ричмонд по альтернативному направлению. С 1870 по 1910 год на этом месте работала ж/д станция. |
| Хампстед            | Metropolitan & St John's Wood Railway | 1865          | 1870     | Новая станция на новом маршруте                     | Расширение от Финчли-роуд до Хампстеда |
| Харрингей           | Great Northern & Strand Railway       | 1898          | 1902     | Новая станция на новом маршруте                     | На этом месте с 1885 г. работает ж/д станция |
| Харфилд-роуд        | Центральная                           | 1937          | 1948     | Новая станция на существующем маршруте              | Строительство станции (продление Центральной линии) отменено в связи с появлением «Зелёного пояса Лондона» |
| Хитфилд-Террейс     | Центральная                           | 1913          | 1919     | Новая станция на существующем маршруте              | Отклонённое предложение о продлении до станции Ричмонд |
| Хорнси              | Great Northern & Strand Railway       | 1898          | 1902     | Новая станция на новом маршруте                     | На этом месте с 1850 г. работает ж/д станция |
| Чаринг-Кросс        | Дистрикт                              | 1897          | 1908     | Новая станция на новом маршруте                     | Единственная промежуточная станция на отмененном скоростном маршруте глубокого заложения, проходящем под южной стороной Кольцевой линии от станции Глостер-роуд до станции Мэншн-Хаус, она должна была иметь пересадку с подземной станцией MDR (ныне — Эмбанкмент).                                                                                  |
| Чим                 | Дистрикт                              | 1910          | 1923     | Новая станция на новом маршруте                     | Недостроенная станция на железной дороге «Уимблдон и Саттон» |
| Элм-Гров            | Дистрикт                              | 1910          | 1922     | Новая станция на новом маршруте                     | Недостроенная станция на железной дороге «Уимблдон и Саттон» |
| Элм-Фарм            | Дистрикт                              | 1910          | 1922     | Новая станция на новом маршруте                     | Недостроенная станция на железной дороге «Уимблдон и Саттон» |
| Элстри-Саут         | Северная                              | 1936          | 1949     | Новая станция на новом маршруте                     | Заброшенная часть проекта Northern Heights |
| Эмлин-роуд          | Центральная                           | 1913          | 1919     | Новая станция на новом маршруте                     | Отклонённое предложение о продлении до станции Ричмонд |